# NGC 1664
NGC 1664 est un amas ouvert situé dans la constellation du Cocher. Il a été découvert par l'astronome germano-britannique William Herschel en 1786.

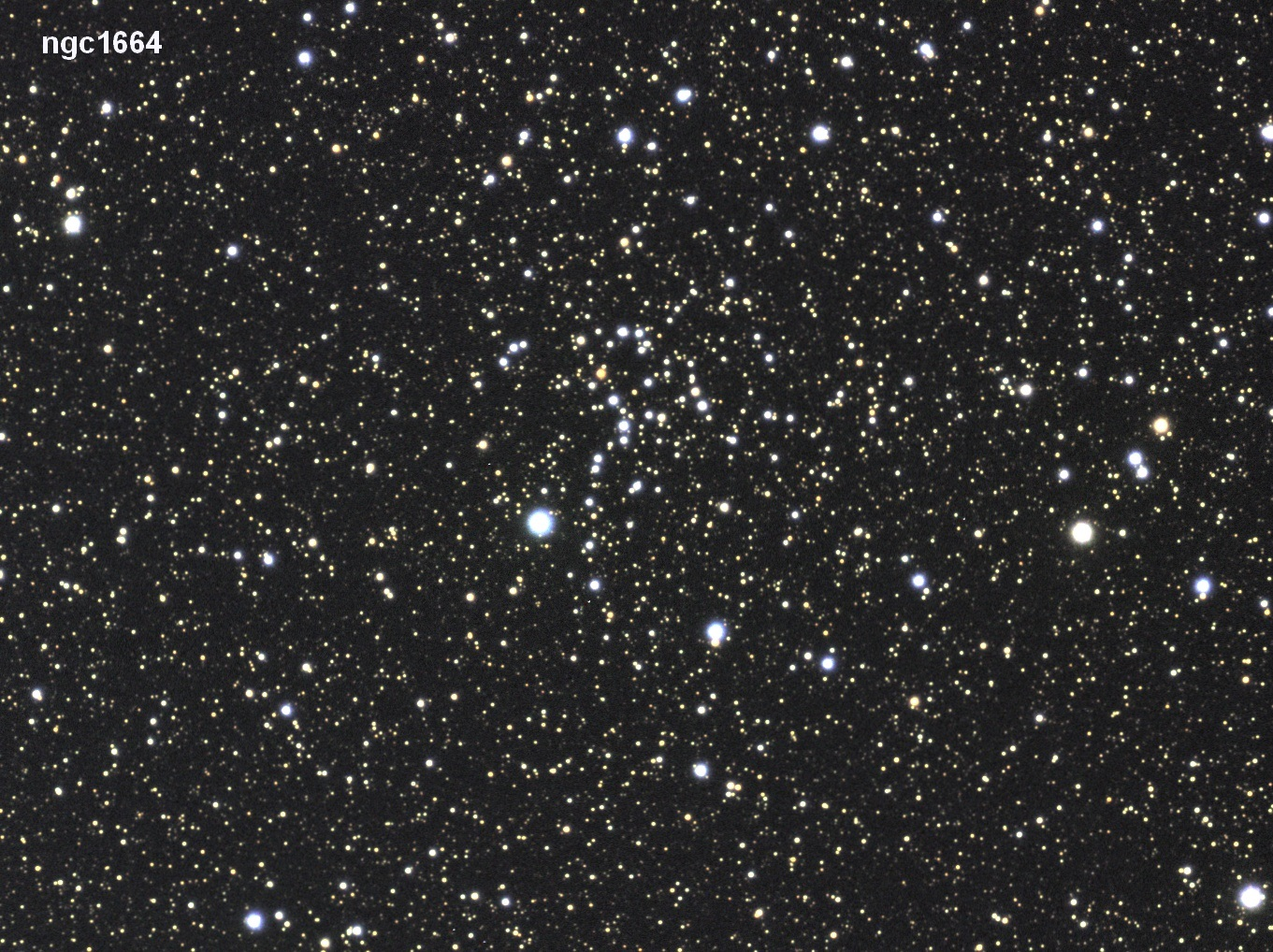
Autre image de l'amas ouvert NGC 1644 (Serge Corrotte).

NGC 1664 est situé à environ 1 199 pc (∼3 910 al) du système solaire et les dernières estimations donnent un âge de 292 millions d'années. Le diamètre apparent de l'amas est de 18,0 minutes d'arc, ce qui, compte tenu de la distance, donne un diamètre réel d'environ 20,5 années-lumière.
Selon la classification des amas ouverts de Robert Trumpler, cet amas renferme moins de 50 étoiles (lettre p) dont la concentration est moyennement faible (III) et dont les magnitudes se répartissent sur un petit intervalle (le chiffre 1).